# American Hockey League 1936-1937
La stagione 1936-1937 è stata la 1ª edizione della American Hockey League, a quel tempo nota come International-American Hockey League. La lega nacque grazie alla fusione della International Hockey League con la Canadian-American Hockey League; la IHL formò la West Division, mentre la CAHL la East. La stagione vide al via otto formazioni e al termine dei playoff i Syracuse Stars conquistarono la loro prima Calder Cup sconfiggendo i Philadelphia Ramblers 3-1.

## Modifiche
- Dopo sole 11 partite i Buffalo Bisons furono costretti a cessare le attività e le gare già disputate vennero cancellate dalle statistiche ufficiali.

## Stagione regolare

### Classifiche
East Division
|  | Pos. | Squadra               | Pt | G  | V  | S  | N | GF  | GS  | DR  |
|  | ---- | --------------------- | -- | -- | -- | -- | - | --- | --- | --- |
|  | 1.   | Philadelphia Ramblers | 60 | 48 | 26 | 14 | 8 | 149 | 106 | +43 |
|  | 2.   | Springfield Indians   | 53 | 48 | 22 | 17 | 9 | 117 | 125 | -8  |
|  | 3.   | Providence Reds       | 49 | 48 | 21 | 20 | 7 | 122 | 125 | -3  |
|  | 4.   | New Haven Eagles      | 34 | 48 | 14 | 28 | 6 | 107 | 142 | -35 |

West Division
|  | Pos. | Squadra            | Pt | G  | V  | S  | N | GF  | GS  | DR  |
|  | ---- | ------------------ | -- | -- | -- | -- | - | --- | --- | --- |
|  | 1.   | Syracuse Stars     | 59 | 48 | 27 | 16 | 5 | 173 | 129 | +44 |
|  | 2.   | Pittsburgh Hornets | 47 | 48 | 22 | 23 | 3 | 122 | 124 | -2  |
|  | 3.   | Cleveland Falcons  | 34 | 48 | 13 | 27 | 8 | 113 | 152 | -39 |
|  | 4.   | Buffalo Bisons     | 6  | 11 | 3  | 8  | 0 | 22  | 30  | -8  |

Legenda:

      Ammesse ai Playoff
      Fallita a stagione in corso
Note:

Due punti a vittoria, un punto a pareggio, zero a sconfitta.

### Statistiche
Classifica marcatori
| Giocatore      | Squadra               | PG | Gol | Assist | Punti |
| -------------- | --------------------- | -- | --- | ------ | ----- |
| Jack Markle    | Syracuse Stars        | 48 | 21  | 39     | 60    |
| Clint Smith    | Philadelphia Ramblers | 47 | 25  | 29     | 54    |
| Bryan Hextall  | Philadelphia Ramblers | 48 | 29  | 23     | 52    |
| Eddie Convey   | Syracuse Stars        | 48 | 12  | 37     | 49    |
| Jackie Keating | Providence Reds       | 48 | 12  | 31     | 43    |
| Lorne Duguid   | Providence Reds       | 47 | 20  | 21     | 41    |
| Norman Mann    | Syracuse Stars        | 46 | 17  | 24     | 41    |
| Charlie Mason  | Philadelphia Ramblers | 48 | 25  | 15     | 40    |
| Bazel Doran    | Syracuse Stars        | 48 | 24  | 15     | 39    |
| Art Jackson    | Syracuse Stars        | 29 | 17  | 21     | 38    |
|                |                       |    |     |        |       |

Classifica portieri
| Giocatore      | Squadra               | PG | MGS  |  |
| -------------- | --------------------- | -- | ---- |  |
| Bert Gardiner  | Philadelphia Ramblers | 48 | 2.21 |  |
| Earl Robertson | Pittsburgh Hornets    | 29 | 2.55 |  |
| Paddy Byrne    | Providence Reds       | 48 | 2.60 |  |
| Benny Grant    | Springfield Indians   | 47 | 2.62 |  |
| Alfie Moore    | New Haven Eagles      | 28 | 2.64 |  |
|                |                       |    |      |  |

## Playoff
|  | Primo turno | Primo turno         | Primo turno |  |  | Finali Division | Finali Division       | Finali Division |  |  | Calder Cup | Calder Cup            | Calder Cup |
|  |             |                     |             |  |  |                 |                       |                 |  |  |            |                       |            |
|  |             |                     |             |  |  | E1              | Philadelphia Ramblers | 2               |  |  |            |                       |            |
|  | E2          | Springfield Indians | 2           |  |  | E2              | Springfield Indians   | 0               |  |  |            |                       |            |
|  | E3          | Providence Reds     | 1           |  |  |                 |                       |                 |  |  | E1         | Philadelphia Ramblers | 1          |
|  |             |                     |             |  |  |                 |                       |                 |  |  | W1         | Syracuse Stars        | 3          |
|  |             |                     |             |  |  | W1              | Syracuse Stars        | 3               |  |  |            |                       |            |
|  |             |                     |             |  |  | W2              | Pittsburgh Hornets    | 2               |  |  |            |                       |            |

## Premi AHL
- Calder Cup: Syracuse Stars
- F. G. "Teddy" Oke Trophy: Syracuse Stars

### Vincitori
| Syracuse Stars | Portiere: Phil Stein Difensori: Jack Church, Jack Howard, Charles Shannon Attaccanti: Murray Armstrong, Max Bennett, Mickey Blake, Eddie Convey, Bazel Doran, Art Jackson, James Jarvis, Norm Locking, Norman Mann, Jack Markle, George Parsons Allenatore: Eddie Powers |